# Insula Wake
Insula Wake sau Atolul Wake (în engleză Wake Island sau Wake Atoll) este un atol de coral din Oceanul Pacific de Nord între Hawaii și Insulele Mariane de Nord, administrat de Statele Unite. Are o suprafață de 6,5 km2 și este locuită de aproximativ 150 de militari.
Wake este revendicată de statul Insulele Marshall.

## Istorie
Descoperită de navigatorul Alvaro de Mendana în 1568 și explorată de englezul William Wake în 1796, insula este anexată de Statele Unite în 1899. În 1940–1941, aici s-a construit o bază aeriană și navală americană, însă din decembrie 1941 și până la sfârșitul celui de-al Doilea Război Mondial, insula Wake a fost ocupată de armata japoneză. După terminarea conflagrației, pe insulă s-a înființat o bază de alimentare cu combustibil pentru avioanele militare și comerciale, iar în prezent pistele sunt folosite pentru cazuri de urgență. Insula are statut de teritoriu neîncorporat al SUA și este administrată de Departamentul Aviației și de Departamentul de Interne.

## Geografie

Harta insulei Wake

| Insulă                         | Suprafață în hectare |
| ------------------------------ | -------------------- |
| Insulița Wake (Wake Islet)     | 553,22               |
| Insulița Wilkes (Wilkes Islet) | 79,90                |
| Insulița Peale (Peale Islet)   | 103,94               |
| Insula Wake                    | 737,06               |
| Lagună (apă)                   | 600,00               |
| Sand Flat                      | 370,00               |

- Lungimea coastei: 33,8 km
- Apele teritoriale: 22 km
- Zona economică exclusivă: 370 km
- Cel mai înalt punct: 6 m

## Economie
Insula Wake a jucat un însemnat rol în legăturile aeriene (mai ales militare) ale SUA cu regiunea Extremului Orient.
Aici există un aeroport, folosit mai ales în cazuri de urgență, iar insula este legată de insula Guam și arhipelagul Hawaii prin cabluri submarine de telecomunicații. Cele trei insulițe sunt unite între ele printr-o cale rutieră de circa 7 km.